# Justin Reyes
Justin Reyes (Haverhill, Massachusetts, 16 de marzo de 1995) es un jugador de baloncesto estadounidense, con nacionalidad puertorriqueña, que juega en el Pallacanestro Trieste 2004 de la Lega Basket Serie A, la máxima categoría del baloncesto italiano. Con 1,93 de estatura, su puesto natural en la cancha es el de escolta.

## Trayectoria
Reyes se formó en los St. Thomas Aquinas Spartans de la Segunda División de la NCAA, con el que jugaría durante 4 temporadas, desde 2014 a 2018.
Tras no ser seleccionado en el draft de la NBA de 2018, en la temporada 2018-19 firma por los Salt Lake City Stars para disputar la NBA G League, donde disputa 33 partidos en los que promedia 7,4 puntos.
Al término de la temporada, firmaría por los Indios de Mayagüez de la Baloncesto Superior Nacional, con el que jugaría durante tres temporadas consecutivas.
En la temporada 2019-20, firma por los Raptors 905 de la NBA G League, donde disputa 24 partidos en los que promedia 5,4 puntos.
En la temporada 2021-22, firma por los Capitanes de Ciudad de México de la NBA G League, donde disputa 14 partidos en los que promedia 13.86 puntos.
El 13 de enero de 2022, firma por el Pallacanestro Varese de la Lega Basket Serie A, la máxima categoría del baloncesto italiano.

## Selección nacional
En 2019, debuta con la selección de baloncesto de Puerto Rico en los Juegos Panamericanos de Lima en Perú.
Durante agosto y septiembre de 2023 fue integrante de la selección de Puerto Rico que participó en el Mundial de 2023 celebrado en Asia, y que finalizó en decimosegundo lugar.